# Шестопалов, Вячеслав Михайлович
Вячеслав Михайлович Шестопалов (18 июля 1936, Днепропетровск — 10 декабря 2023) — украинский гидрогеолог, эколог, специалист в сфере инженерной геологии, академик НАН Украины (1995). Советник президиума Национальной академии наук.

## Биография
Родился в Днепропетровске 18 июля 1936 года в семье военнослужащего. Обучался в средней школе в городе Черновцы, которую окончил с золотой медалью. С 1954 по 1959 годы обучался на геологическом факультете Киевского государственного университета. По окончании получил диплом с отличием. После его окончания Вячеслав Михайлович работал во Львовской и Центральной геологических экспедициях.

## Научная карьера
Вячеслава Шестопалова выбрали академиком НАНУ 14 апреля 1995 года по специальностям: геология, геофизика.
Доктор геолого-минералогических наук (1983), профессор (1991), член-корреспондент НАН Украины (1988), академик НАН Украины (1995), заместитель директора по научной работе Института геологических наук (с 1984 г.), директор Научно-инженерного центра радиогидрогеоэкологических полигонных исследований НАН Украины (с 1991 г.), с 2004 г. — академик-секретарь отдела наук о Земле Национальной академии наук Украины.
Основными результатами фундаментальных исследований академика Шестопалова являются:
- разработка теоретических основ и методологических принципов исследований закономерностей водообмена в гидрогеологических структурах Украины;
- создание новых и улучшение известных методов и методик гидрогеологических исследований;
- выявление и всестороннее исследований региональных и локальных закономерностей формирования водообмена и ресурсов подземных вод в основных гидрогеологических структурах Украины;
- исследования процедур формирования качественных и количественных характеристик подземных вод Украины под влиянием техногенных явлений, связанных с водозаборами подземных вод, Чернобыльской катастрофой;
- выявление и оценка преференциальных путей фильтрации и миграции в формировании подземных вод;
- исследования автореабилитационных способностей геологической среды загрязненных территорий;
- изучение закономерностей формирования некоторых типов минеральных вод, их классификационных признаков.

Основные прикладные результаты научных исследований Шестопалова состоят в:
- региональном изучении гидрогеологических условий Украины, создании разно масштабных гидрогеологических карт, как основы для поисковых и экологических исследований;
- внедрении в практику новых представлений о закономерности формирования и территориальном распределении природных ресурсов подземных вод, годных для водоснабжения, обоснование перспективных возможностей по обеспечению питьевых потребностей населения Украины качественной водой;
- качественной и количественной оценке условий и характеристик регионального и локального загрязнения (в том числе радиоактивного) подземных вод и геологической среды;
- внедрении современных методов и технологий с целью надёжного прогнозирования состояния качества и степени истощения подземных вод, разработке контрмер по эффективности их защиты.